# Quintus Lucretius Vespillo
Quintus Lucretius Vespillo est un homme politique romain du Ier siècle av. J.-C. Il a été consul en 19 av. J.-C. avec Caius Sentius Saturninus.

## Biographie
Quintus Lucretius Vespillo est le fils d'un autre Quintus Lucretius Vespillo, qui fut assassiné lors des proscriptions de Sylla.
Sous le Second triumvirat, Vespillo, sénateur, est visé par les proscriptions et doit se cacher. Sa femme Turia (ou Curia) se montre particulièrement courageuse et loyale envers lui ; elle le cache et s'efforce de sauver ses biens. Turia a été traditionnellement identifiée avec la défunte dont il est fait l'éloge dans l'épitaphe qu'on désigne de ce fait sous le nom de Laudatio Turiae ; cette identification est en général rejetée aujourd'hui, bien que l'époux qui prononce l'éloge conservé par l'inscription exprime sa reconnaissance pour le comportement de son épouse à l'époque des proscriptions.
Vespillo est gracié et réintégré dans ses droits en 39 av. J.-C. par la restitutio collective prévue par la paix de Misène.
Sous le consulat de Saturninus et Vespillo, en 19 av. J.-C., est inauguré l'aqueduc de l'Aqua Virgo.